# Бентон (округ, Вашингтон)
Шаблон:StateAbbr_ 46°15′ пн. ш. 119°30′ зх. д. / 46.25° пн. ш. 119.5° зх. д.
Округ  Бентон (англ. Benton County) — округ у штаті Вашингтон, США. Ідентифікатор округу 53005.

## Історія
Округ утворений 1905 року.

## Демографія
За даними перепису 2000 року загальне населення округу становило 142475 осіб, зокрема міського населення було 125322, а сільського — 17153. Серед мешканців округу чоловіків було 70785, а жінок — 71690. В окрузі було 52866 домогосподарств, 38075 родин, які мешкали в 55963 будинках. Середній розмір родини становив 3,17.
Віковий розподіл населення поданий у таблиці:
| Стать    | До 15 років | 15-21 | 22-29 | 30-39 | 40-49 | 50-65 | 65-85 | Понад 85 |
| -------- | ----------- | ----- | ----- | ----- | ----- | ----- | ----- | -------- |
| Чоловіки | 17735       | 7702  | 6508  | 10159 | 11415 | 10972 | 5786  | 508      |
| Жінки    | 17039       | 7307  | 6661  | 10341 | 11381 | 10600 | 7300  | 1061     |

## Суміжні округи
- Грант — північ
- Франклін — північний схід
- Валла-Валла — схід
- Уматілла, Орегон — південний схід
- Марроу, Орегон — південний захід
- Клікітат — південний захід
- Якіма — захід

## Виноски
1. ↑  U.S. Decennial Census. United States Census Bureau. Архів оригіналу за 26 квітня 2015. Процитовано 7 січня 2014.
2. ↑  Historical Census Browser. University of Virginia Library. Архів оригіналу за 11 серпня 2012. Процитовано 7 січня 2014.
3. ↑  Population of Counties by Decennial Census: 1900 to 1990. United States Census Bureau. Архів оригіналу за 2 лютого 2019. Процитовано 7 січня 2014.
4. ↑  Census 2000 PHC-T-4. Ranking Tables for Counties: 1990 and 2000 (PDF). United States Census Bureau. Архів оригіналу (PDF) за 18 грудня 2014. Процитовано 7 січня 2014.
5. ↑  State & County QuickFacts. United States Census Bureau. Архів оригіналу за 7 липня 2011. Процитовано 7 січня 2014. [Архівовано 2011-06-29 у Wayback Machine.](англ.) Наведено за англійською вікіпедією.
6. ↑  American FactFinder. Бюро перепису населення США. Архів оригіналу за 26 лютого 2012. Процитовано 31 січня 2008. [Архівовано 2008-05-21 у Wayback Machine.]

| США | Це незавершена стаття з географії США. Ви можете допомогти проєкту, виправивши або дописавши її. |